# Tripleurospermum grandiflorum
Tripleurospermum grandiflorum là một loài thực vật có hoa trong họ Cúc. Loài này được (Hook.) Panigrahi miêu tả khoa học đầu tiên năm 1944.